# Janne och Mertzi
Janne och Mertzi är två lurviga handdockor som hittar på alla möjliga busiga upptåg. De är skapade av BLA Stockholm, som även står bakom Allram Eest. Första säsongen av Janne och Mertzi visades som små inslag i ungdomsprogrammet Bullen, och säsong två och tre visades i ungdomsprogrammet Vera i SVT1 i slutet av år 2000.
Den store röde Janne (Petter Lennstrand) gör ofta livet surt för den lille gule Mertzi (Gustav Funck). Tillsammans med sina vänner Rydberg, den skånske boxaren (som senare fick en egen TV-serie), Linda, Tennis, Birro och Håkan förekom de i fullkomligt absurda sketcher.

## Avsnitt
1. Spriträka
2. Mertzi rullar
3. Svartsjuk
4. Kompisfrukost
5. Balle
6. Alvedon
7. Kasta flaskor
8. Anden i glaset
9. Micro
10. Mobil
11. Hångel
12. Present
13. Häftapparat
14. Rydberg träffar Janne och Mertzi
15. Birro
16. Birros semesterfilm
17. Linda bajar
18. Putsa
19. Mod
20. Romantisk middag
21. Vem rullar Linda?
22. Tuggtobak
23. Rydbergs hem
24. DJ Battle
25. Rydberg raggar på Linda